# مولون
مولون یا مولو (به یونانی: Moλων) (مرگ ۲۲۰ پیش از میلاد) از فرماندهان و ساتراپهای سلوکی بود.

## زندگینامه
مولون در زمان بر تخت نشستن آنتیوخوس سوم، پادشاه سلوکی، به ساتراپی ماد رسید و آنتیوخوس علاوه بر آن، فرمانداری تمامی استان‌های بالادست امپراتوری خود را به مولون و برادرش الکساندر سپرد. اما نفرت دو برادر از هرمیاس، وزیر قدرتمند و حیله‌گر آنتیوخوس سبب شد تا آن‌دو علیه پادشاه نوجوان سر به شورش بردارند. مولون فرماندهی سپاهی عظیم را در دست داشت و تمام نواحی شرق رود دجله در اختیار او بود. همین موضوع سبب شد تا دو فرماندهی که آنتیوخوس برای سرکوب شورشیان فرستاده بود، زنون و تئودوتوس، نتوانند جلوی پیشروی آنان را بگیرند.
باوجود این تلاش مولون برای عبور از دجله توسط ژنرالی به نام زیوکسیس خنثی شد. در همین زمان زنوتاس، دیگر فرماندهٔ آنتیوخوس که توسط هرمیاس فرستاده شده بود با سپاهی عظیم از رودخانه گذشت تا مولون را سرکوب نماید اما غافلگیر شده و تمامی سپاهش تار و مار شدند. ساتراپ شورشی که اینک توانسته بود از دجله عبور کند اکنون شهر سلوکیه را همراه با تمام بابل و میان‌رودان در اختیار خود داشت.
آنتیوخوس که شاهد پیشروی شورشیان بود تصمیم گرفت تا خود علیه آنان وارد عمل شود. او و سپاهیانش پس از گذراندن زمستان در نصیبین در سال ۲۲۰ پیش از میلاد از دجله گذشتند و علیه مولون به سمت جنوب که اینک برای مقابله با او از بابل حرکت کرده بود رهسپار شدند. دو سپاه سرانجام به یکدیگر رسیدند و نبردی تن به تن شکل گرفت. اما خروج ناگهانی جناح چپ سپاه مولون از نبرد و پیوستنشان به دشمن سبب بروز ترس در باقیماندهٔ سپاه مولون و تقویبت روحیهٔ نیروهای آنتیوخوس و در نهایت پیروزی پادشاه سلوکی شد. مولون که شکست خورده بود برای آنکه به دست دشمن نیفتد و شکنجه نشود خود را کشت. اما آنتیوخوس فرمان داد تا جسد او را در مشخص‌ترین نقطهٔ ماد بر صلیب کنند. پس جنازهٔ او را در دامنهٔ کوه زاگرس به صلیب کشیدند.